# 鹊桥二号中继卫星
鹊桥二号中继卫星是于2024年3月20日发射的卫星。作为中国探月四期公共中继星平台，鹊桥二号中继星将为嫦娥四号、六号、七号、八号任务提供中继通信服务。鹊桥二号在初期的任务是为嫦娥六号提供中继通信支持，在嫦娥六号完成任务后将调整轨道，为嫦娥七号、嫦娥八号以及后续月球探测任务提供服务。未来，鹊桥二号还将与嫦娥七号、八号一起，构建月球科研站基本型。
两颗鹊桥通导技术试验卫星天都一号、天都二号将随鹊桥二号中继卫星一同进入地月转移轨道，之后两颗星将进行近月制动，进入环月大椭圆轨道，在环月大椭圆轨道上，采用星地激光测距、星间微波测距等方式，开展高精度月球轨道测定轨技术验证。

## 歷史
2024年2月2日，鹊桥二号卫星抵達文昌航天发射场。
2024年2月22日，长征八号遥三运载火箭运抵中国文昌航天发射场。该火箭用于执行探月工程四期鹊桥二号中继星发射任务，运抵后将在发射场陆续开展各项总装测试工作。
2024年3月17日上午，鹊桥二号中继星与长征八号遥三运载火箭组合体安全转运至发射区。后续，在完成火箭功能检查、联合测试工作和推进剂加注后，择机实施发射。
2024年3月20日8时31分，探月工程四期鹊桥二号中继星由长征八号遥三运载火箭在中国文昌航天发射场成功发射，火箭飞行24分钟后，星箭分离，将鹊桥二号中继星直接送入近地点高度200公里、远地点高度42万公里的预定地月转移轨道，中继星太阳翼和中继通信天线相继正常展开，发射任务取得圆满成功。 
2024年3月25日0时46分，鹊桥二号中继星经过约112小时奔月飞行，在距月面约440公里处开始实施近月制动，约19分钟后，顺利进入环月轨道飞行。
2024年4月2日，鹊桥二号按计划进入24小时周期的环月大椭圆使命轨道。4月6日，鹊桥二号中继星成功与正在月球背面开展探测任务的嫦娥四号完成对通测试。4月8日至9日，鹊桥二号中继星与嫦娥六号探测器（地面状态）开展对通测试。

## 设备
鹊桥二号重约1.2吨，天线长度展开约4.2米，设计寿命为8年。携带载荷分别是：极紫外相机，阵列中性原子成像仪，地月VLBI试验系统等仪器。

## 另見
- 中國航天
- 中国探月工程
  - 嫦娥四号
    - 鹊桥号中继卫星

  - 嫦娥六号
- 月球探测
- 月球人造物体列表